# 파키스탄 해군
파키스탄 해군(우르두어: پاکستان بحریہ)은 파키스탄군의 통일된 해군 전쟁 부서이다. 파키스탄의 대통령은 해군의 최고사령관이고, 해군 참모총장인 4성 장군은 해군을 지휘한다. 파키스탄 해군은 아라비아해와 오만만에 있는 파키스탄의 해안선에서 활동한다. 그것은 영국으로부터 파키스탄의 독립 이후 1947년 8월에 설립되었다.
주요 목표는 파키스탄의 통신선 방어를 보장하고 이러한 목표를 지지하는 군사적 효과 행사, 외교 및 인도주의적 활동을 통해 국가 정책을 실행함으로써 파키스탄의 해양 이익을 보호하는 것이다. 전쟁 서비스 외에도 해군은 자국에서 인도주의적 구조 작업을 수행하고 해상 테러 및 사생활 보호를 위해 유엔에 의해 의무화된 다국적 태스크 포스에 참여하기 위해 전쟁 자산을 동원했다.
파키스탄 해군은 해상 국경에서 이웃 인도와 두 차례 분쟁을 벌여온 자원봉사자로, 유엔에 대한 헌신의 일환으로 걸프 아랍 국가들과 다국적 분쟁이 발생하는 동안 군사 고문 역할을 하기 위해 인도양에 반복적으로 배치되었다. 해군은 해군 항공, 해병대, 해상 보안청(해안 경비대)을 포함한 여러 구성 요소를 가지고 있다. 1947년 8월 14일, 시작된 이래, 해군의 방어적 역할은 봉인을 확보하고 적 위치를 목표로 수중 미사일 시스템을 발사할 수 있는 파키스탄의 두 번째 타격 능력의 보관자가 되는 것에서 확장되었다.
해군은 합동참모위원회의 구성원인 4성 장군인 해군 참모총장이 지휘한다. 해군 참모총장은 총리가 지명하고 파키스탄 대통령이 임명한다. 현재의 참모총장은 2020년 10월 7일에 임명된 암자드 칸 니아지 제독이다. 니아지 제독은 자파르 마흐무드 아바시의 뒤를 잇는 22번째 파키스탄 해군 참모총장이다.

## 해군 본부

### 주요 직원 명령 및 주요 직원 책임자
해군에서의 리더십은 국방부 장관이 육군부의 관료 업무를 담당하는 국방장관과 함께 국방부의 해군 사무국-Ⅱ에서 해군부의 방향을 주도하고 통제하는 역할을 한다. 헌법은 선출된 파키스탄의 대통령의 역할을 파키스탄군의 민간 총사령관으로 설정하고, 파키스탄의 총리가 파키스탄군의 최고 책임자로 재직하는 동안 국민 선출된 민간인 대통령과 총리가 모두 군의 민간인 통제권을 유지한다.
4성급 제독으로 임명된 해군참모총장(CNS)은 연방정부의 해군/해양 안보 업무의 주요 군사 고문이며, 합동참모위원회 위원장 아래 선출된 민간 총리와 그 집행 내각에 국가 안보 업무와 작전 군사 문제에 대해 자문하고 브리핑하는 군사 기구(JCSC)의 고위 위원이다.
해군의 전쟁 기능은 파키스탄 펀자브주의 라왈핀디 칸톤먼트에 있는 합동 참모 본부와 육군 GHQ 근처 이슬라마바드에 위치한 단일 전투 본부인 해군 NHQ에서 통제된다. 해군 참모총장은 모든 단계의 작전 지휘부를 통제하고 지휘하며, 3성급과 2성급 제독으로 임명되는 PSO(최고 참모 장교)의 수를 지원한다. 연금빛 노란색으로 표시된 참모 임명은 파키스탄 해군과 그 보좌진의 적절한 기능을 위해 매우 중요한 행정 역할을 하는 NHQ의 가장 중요한 자리이다.
파키스탄 해군은 창설 초기부터 영국 왕립 해군과 미국 해군의 영향으로 독특한 지휘 구조를 가지고 있으며 해군의 기능은 여러 가지로 나뉘어 있다.

### 해군 구성 요소 및 분기
해군의 각 분교는 전문성을 제공하며, 특정한 복무에 관심이 있는 장교들은 보통 2년에서 3년 동안 지속되는 전문학교에 다니기 전에 적성 검사를 통과해야 하며, 이 학교에서 장교는 대학 학위를 취득할 수 있다.

## 군사 철학

### 전투 교리
파키스탄 해군의 군사적 교리와 철학은 주로 인도 해군이 1971년 파키스탄 해안에 대한 봉쇄를 반복하는 것을 방지하는 것을 지향한다. 1947년부터 1971년까지 파키스탄 해군은 사실상 해안경비대에 불과했는데, 이는 파키스탄 정부가 통신선 보호 전략을 중요시하지 않았기 때문이다. 1971년 인도 해군은 동파키스탄과 서파키스탄의 유일한 해상 출구인 치타공과 카라치에 대한 봉쇄를 시행함으로써 궁극적으로 결정적인 역할을 했다. 해군은 봉쇄를 뚫지 못해 파키스탄의 경제적, 군사적 자원이 심각하게 고갈되었고 국가의 양 날개 사이에 통신이 제한되었다. 그 후 연방 정부는 해군의 자금을 증액했다.
1971년 이래로 해군의 전술적 교리는 나라의 항구에 도착하기 전에 지상 군함을 공격함으로써 적들을 목표로 하고 파괴하기 위한 노력으로 장거리와 깊이에 도달하는 잠수함의 획득, 개발, 고용, 그리고 공격적인 배치를 포함한다. 카라치 항구의 채굴은 또한 적들이 항구 도시 카라치에서 미사일 공격을 시작하는 것을 막는 것을 심각하게 고려하는 것으로 받아들여진다.
1983~85년, 해군은 프랑스로부터 다소 미라주 5를 의뢰하였는데, 이 무기 체계는 해군의 에그조세 미사일을 포함하고 있으며 인도 해군의 항공기를 인도양 500km(310mi)까지 접근시키는 것을 목표로 하고 있다.